# Artibus et Historiae
Artibus et Historiae – czasopismo naukowe, poświęcone przede wszystkim historii sztuki, wydawane przez IRSA (Istituto per le Ricerce di Storia dell’Arte) co pół roku.

## Tytuł i logo
Tytuł czasopisma wywodzi się z prywatnych doświadczeń założyciela i jego redaktora naczelnego – polskiego historyka sztuki dr. hab. Józefa Grabskiego. Artibus – łac. Sztukom to inskrypcja znajdująca się na frontonie „Zachęty” (Towarzystwo Zachęty Sztuk Pięknych), reprezentacyjnego gmachu wystawowego Warszawy, rodzinnego miasta Józefa Grabskiego; Et Historiae – łac. i Historii jest hołdem złożonym prof. Karolinie Lanckorońskiej, wybitnemu historykowi sztuki, wydawcy źródeł historycznych do dziejów Polski, w ramach stworzonego przez Nią w Rzymie Institutum Historicum Polonicum.
Zarówno czasopismu Artibus et Historiae jak i innym książkom wydawanym przez IRSA towarzyszy charakterystyczne logo: amorek stojący na szalkowej wadze, którą sam trzyma w rękach. Jest to motyw, który pochodzi z renesansowego obrazu namalowanego przez Lorenzo Lotto Portret mężczyzny trzydziestosiedmioletniego i ma symbolizować platońską ideę wewnętrznej równowagi pomiędzy pierwiastkiem duchowym i cielesnym w życiu i działalności człowieka.

## Historia
Artibus et Historiae jest głównym przedsięwzięciem wydawniczym IRSA, dlatego jego historia nierozdzielnie związana jest z dziejami tego domu wydawniczego.
Pomysł powołania nowego czasopisma o sztuce narodził się pod koniec lat 70. XX wieku i wynikał z braku na rynku wydawniczym niezależnego, naukowego czasopisma poświęconego historii sztuki, oferującego artykuły dotyczące wszystkich epok i dziedzin sztuki. Ideę tę zrealizowano w 1979 roku po Międzynarodowym Kongresie Historii Sztuki (CIHA) w Bolonii z inicjatywy Józefa Grabskiego. Pierwszy numer Artibus et Historiae ukazał się w 1980 roku i od tej pory wychodzi w niezmienionej postaci regularnie dwa razy do roku. Redakcja czasopisma kilkakrotnie zmieniała swoją siedzibę. W latach 1979–1982 była to Wenecja, następnie Wiedeń i Florencja a od 1996 roku Kraków.
W 2009 roku czasopismo obchodziło „okrągły” jubileusz trzydziestolecia obecności na światowym rynku wydawniczym.

## Profil i cele czasopisma
Artibus et Historiae poświęcone jest historii sztuki. Jako takie zawiera artykuły dotyczące wszystkich gatunków sztuk wizualnych. Pomimo że historia sztuki jako nauka akademicka jest podstawą dla działalności wydawniczej IRSA, w czasopiśmie można też znaleźć prace z zakresu socjologii sztuki, fotografii, filmu. W ten sposób realizowane jest jedno z podstawowych założeń twórców periodyku, zwracające szczególną uwagę na badania interdyscyplinarne nad sztuką oraz nad wzajemnymi związkami między różnymi dziedzinami sztuki: malarstwem, architekturą, rzeźbą, oraz ikonografią.
Artykuły drukowane są w czterech językach: angielskim, francuskim, niemieckim i włoskim. Międzynarodowy charakter wydawnictwa podkreśla fakt iż nad pracą redakcji czuwa doradczy Komitet Naukowy, złożony z wybitnych historyków sztuki z całego świata.
Prace, które ze względu na swoją wielkość nie mogły zostać opublikowane na łamach czasopisma ukazują się w osobnej serii wydawniczej: Bibliotheca Artibus et Historiae.